# 勇气 (席琳·狄翁专辑)
《勇气》（英語：Courage）是加拿大歌手席琳·迪翁的第12张英語专辑和第27张录音室专辑，于2019年11月15日由哥伦比亚唱片发行。这是她继2013年《讓愛重生》（Loved Me Back to Life）之后相隔六年的英語专辑。席琳·迪翁在《勇气》中与不同的詞曲作家和制作人合作，包括Sia、David Guetta、Greg Kurstin、Sam Smith、StarGate、Jimmy Napes、Lauv、LP、Jörgen Elofsson、Stephan Moccio、Eg White、The New Royales的Liz Rodrigues等等。